# Hydnophora grandis
Hydnophora grandis är en korallart som beskrevs av Gardiner 1906. Hydnophora grandis ingår i släktet Hydnophora och familjen Merulinidae. IUCN kategoriserar arten globalt som livskraftig. Inga underarter finns listade i Catalogue of Life.